# Mimas brunnescens
Mimas brunnescens är en fjärilsart som beskrevs av Otto Staudinger 1901. Mimas brunnescens ingår i släktet Mimas och familjen svärmare. Inga underarter finns listade i Catalogue of Life.